# Aukas
Aukas – miasto w północnej Algierii, w prowincji Bidżaja, nad Morzem Śródziemnym.